# Незабудка Попова
Незабудка Попова (лат. Myosotis popovii) — вид рода Незабудка (Myosotis) семейства Бурачниковые (Boraginaceae). Своё видовое название растение получило в честь советского ботаника Михаила Григорьевича Попова.

## Ботаническое описание
Травянистое многолетнее густолиственное растение высотой 20-40 см. Корневище короткое. Листья, прижатые к стеблю, направлены к вверху. Соцветие  — облиственный в нижней части завиток. Чашечка 3-5 мм серая, густоволосистая, при плодах не опадающая. Цветки синего цвета, диаметром 5-11 мм. Плод
— ценобий, распространяется с помощью муравьёв (мирмекохория). Период цветения  — апрель-июнь.

## Экология и распространение
Встречается небольшими популяциями. Обитает на каменистых склонах, полянах и на остепненных лесных опушках.
Эндемик Восточной Европы. Обитает в лесостепных районах средней и восточной части Европейской России и Украины.

## Охранный статус
Вид занесен в Красные книги Самарской и Саратовской областей. Отмечена на ряде территорий особо охраняемых территорий России. Основными причинами исчезновения являются: низкая конкурентоспособность по отношению к дерновинным растениям, плохое прорастание семян, сокращение степной площади, сбора населением как декоративного растения.
Также решением Луганского областного совета № 32/21 от 3 декабря 2009 включена в «Список регионально редких растений Луганской области».